# قطعنامه ۶۵۹ شورای امنیت
قطعنامه ۶۵۹ شورای امنیت سازمان ملل متحد که در تاریخ ۳۱ جولای ۱۹۹۰ تصویب شد، سندی بین‌المللی دربارهٔ اسرائیل-لبنان است. این قطعنامه طی نشست ۲۹۳۱ام با ۱۵ رای موافق، ۰ مخالف و ۰ ممتنع تصویب شد.